# Аетолофос
Аетолофос или Дечани (на гръцки: Αετόλοφος) е село в дем Агия, Тесалия, Гърция.

## География
Намира се на 42 км от Лариса и на 5 km от Агия в южното подножие на Оса.

## История
Селото е отбелязано с името Дечани в Тесалия през 1832 г. (и през 1844 г.) на първата съвременна географска карта на Европейска Турция, поставена изцяло на научна основа.
Мястото му се идентифицира с византийския град Висена по едно сведение от XI век, когато землището е присъединено към Първата българска държава. След завладяването на Тесалия от османците в този район се подвизава Дамян Нови. По османско време (в Османска Тесалия) селото е посетено от шведски пътешественик в 1779 г., който отбелязва че то има над 100 къщи с 4 църкви. Жителите му са по занятие земеделци, като имало и няколко тъкачи. По османско време Дечани е най-голямото село в района на Ая, т.е в южните покрайнини на планината Оса.
През 1809 г. през селото преминава Уилям Лийк, който отбелязва че селото е чифликчийско на сина на Али паша Янински – Вели паша, който притежава тук сарай, освен другия в южните покрайнини на Тирнаво. По това време в Дечани имало църква „Свети четиридесет мъченици“, която не е запазена.
Селото има седем православни църкви, посветени на Успение Богородично, Свети Теодор, Света Троица, Възнесение Христово, Свети Николай, Свети Архангели и баптистки храм посветен на Йоан Кръстител.